# Eozoon canadense

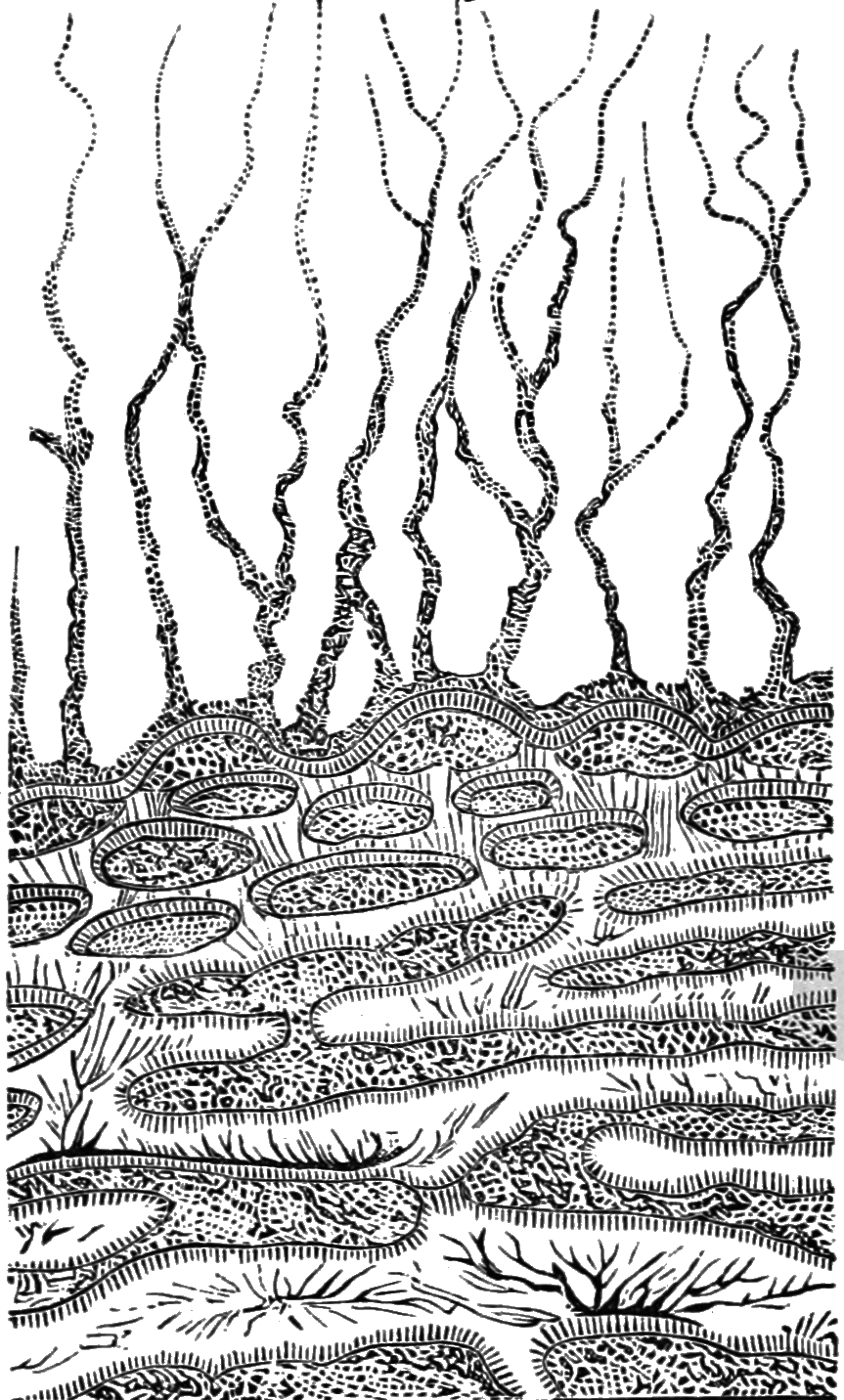
Reconstructie van Eozoön canadense door J.W. Dawson in 1877. Dawson benadrukte in dit soort tekeningen van waarnemingen met de microscoop de "organische" aard van de structuur.

Eozoon, Eozoön of Eozoon canadense ("Canadees dageraaddier") is een bekend pseudofossiel uit het Precambrium. Voorbeelden van Eozoon werden in de jaren 1850 ontdekt in zeer oud gesteente in Quebec (Canada), en incorrect gezien als de oudste dan bekende fossielen. De claim leidde tot een fel debat onder geleerden. In 1894 werd aangetoond dat het een vergissing betrof. In werkelijkheid gaat het bij Eozoon om kleine structuren die door de (anorganische) verwering van carbonaten ontstaan. Eozoon bestaat uit een afwisseling van grofkorrelige calciet en serpentiniet, gevormd door de alteratie van kalk-rijke, meestal vulkanische afzettingen. De afwisseling tussen calciet (wit tot gelig wit) en serpentiniet (blauwgroen) geeft een duidelijk kleurverschil. Voorbeelden zijn op veel plekken ter wereld en in gesteentes met sterk uiteenlopende ouderdom ontdekt. 

## Historische controverse
Het voorkomen van Eozoon in Precambrisch gesteente trok in 1858 de aandacht van W.E. Logan, de directeur van de Canadese geologische dienst. Logan liet in 1864 enkele monsters uit de omgeving van Grenville-sur-la-Rouge aan J.W. Dawson zien, de rector van McGill University en een vooraanstaand geoloog. De monsters waren afkomstig uit gesteentelagen waarvan met moderne technieken is vastgesteld dat ze ongeveer 1,1 miljard jaar oud zijn. Hoewel Dawson en Logan de absolute ouderdom niet kenden, wisten ze wel dat het om zeer oude lagen ging. Dawson bevestigde Logans vermoeden met fossielen te maken te hebben. Hij meende dat het om een zeer oud foraminifeer ging, een eencellige levensvorm die op de zeebodem leefde. 
Dawson en Logan presenteerden hun ontdekking dat jaar tijdens de conferentie van de British Association for the Advancement of Science: ze meldden dat ze de oudst bekende levensvorm op Aarde gevonden hadden. Aanvankelijk werd de ontdekking algemeen aanvaard. Zelfs Darwin besteedde aandacht aan het fossiel in zijn herdruk van de Origin of Species van 1866. De aandacht die het "fossiel" kreeg moet gezien worden tegen de achtergrond van Darwins enkele jaren eerder (in 1859) gepubliceerde theorie dat soorten evolueren door natuurlijke selectie. Voor veel geleerden vulde Eozoon een ongemakkelijke lacune in de kennis. Er waren destijds namelijk geen fossielen bekend ouder dan het Cambrium, dat een veelheid van diverse diersoorten had. Fossiel bewijs voor de evolutie van de belangrijkste groepen dieren uit simpelere levensvormen ontbrak dus geheel. Dit probleem werd Darwins dilemma genoemd.
Niet alle onderzoekers waren overtuigd van Eozoon. Twee geleerden uit Ierland, de geoloog W. King en de scheikundige T. Rowney, concludeerden na onderzoek van monsters uit de omgeving van Galway dat het om structuren ging die door scheikundige kristallisatieprocessen waren ontstaan. Ze publiceerden hun standpunt in populaire tijdschriften, waarna de Engelse bioloog W.B. Carpenter de twee fel aanviel. Daarbij speelde mee dat de voorstanders van het fossiel hun bevindingen in Londen gepresenteerd hadden, het centrum van de Britse wetenschap, terwijl King en Rowney vanuit een uithoek van het Britse Rijk opereerden. Er ontstond een verhit, op de persoon gericht debat dat voornamelijk door middel van ingezonden brieven in populair-wetenschappelijke tijdschriften gevoerd werd en 30 jaar lang aanhield.
Dawsons verdediging van Eozoon kwam mede voort uit zijn religieuze overtuiging. Hij was als Schots presbyteriër paradoxaal genoeg juist een principieel tegenstander van Darwins werk. Dawson redeneerde dat de lagen waarin Eozoon voorkwam zo oud waren dat het fossiel een onoverbrugbaar "gat" (een "missing link") in de opeenvolging van fossielen creëerde, dat onmogelijk met evolutie kon worden verklaard. In 1875 publiceerde hij zijn boek The Dawn of Life waarin hij schreef dat Eozoon het begin van de schepping vertegenwoordigde. Hij bleef tot zijn dood verdedigen dat het om een fossiel ging. 
De briefwisseling had echter het gevolg dat geleidelijk steeds meer geleerden Eozoon controversieel vonden. In 1894 werden voorbeelden van Eozoon bij de Vesuvius gevonden waarvan kon worden aangetoond dat ze door alteratie van recent door de vulkaan uitgestoten tefra waren gevormd. Hoewel dit geen onomstotelijk bewijs was dat het om een anorganische structuur ging, waren de belangrijkste voorstanders van Eozoon op dat moment al overleden en bloedde het debat dood. Vermoedelijk is het debacle mede reden geweest waarom de ontdekking van echte fossielen uit het Precambrium (door C.D. Walcott in de jaren 1880 en 1890) pas na 1960 algemeen werd aanvaard.